# Львівська Хвиля
Львовская волна (укр. Львівська Хвиля) — украинская радиостанция, вещающая во Львове и Львовской области.

## История
В 1930-х годах во Львове возникла первая в Западной Украине коммерческая радиостанция, именовавшаяся «Львовская Волна». 11 августа 1992 года как дань исторической памяти было создано первое на постсоветских просторах коммерческая независимую радиостанцию «Львовская волна». «Львовская Волна» одна из первых начала транслировать программы украинской службы BBC.
Первое социологическое исследование собственной аудитории радиостанция провела в 1997 году с помощью компании «Социоинформ». Впоследствии «Львовская волна» стала партнером социологической группы «Рейтинг».
В Страстную неделю) с 14 по 18 апреля 2014 года в радиоэфире выходил специальный проект «Небесная сотня. Львовщина», посвящённый участникам Небесной сотни из Львовской области. Авторы посвятили каждому из них отдельную программу, в ходе которой пообщались с их семьями и друзьями.
В конце апреля 2014 года радиостанция присоединилась к проводимому компанией GfK по заказу индустриального объединения «Радиокомитет» исследованию радиослушания в городах-миллионниках Украины. Данное исследование необходимо для определения актуальной аудитории и работы с неместными рекламодателями. Договор будет действовать до конца 2014 года. По мнению руководителя «Радиокомитета» Екатерины Мясниковой, на Львовщине сложилась нетипичная ситуация, так как местные региональные станции «Львівська Хвиля» и «FM Галичина» являются полноценными конкурентами сетевых игроков.
16 ноября 2011 года Национальная рада Украины по вопросам телевидения и радиовещания переоформила лицензии «Львовской волны» в связи со сменой собственников, руководителя, состава редакционного совета и программной концепции. Станция отказалась от часовой ретрансляции в сутки программ BBC, вследствие снижения объёма программ иностранного производства и соответствующего роста национального. Прямым итогом стало снижение до 1,5 часов в сутки объёма информационно-публицистических программ, и формат радиостанции стал развлекательно-информационным вместо информационно-развлекательного.

## Владельцы
С 2004 года радиостанция сменила несколько владельцев: после бывшего начальника львовской городской налоговой Мирослава Хомяка она перешла к президенту компании «Интермаркет» Роману Шлапаку, и по состоянию на 2008 год принадлежала местному предпринимателя Петру Дыминскому. Новый владелец слабо вмешивается в редакционную политику своего актива, его единственным требованием стало уделение большего внимания к принадлежащему ему футбольному клубу «Карпаты».
С июня 2011 года учредителем радиостанции является ООО «Тернопольская инвестиционная компания», основным владельцем которой является Ярослав Кривошея — тесть Мирослава Хомяка, на тот момент — директора департамента экологии и природных ресурсов Львовской ОГА.
В середине ноября 2011 года компанию покинул директор и совладелец Сергей Нестеров, директором и членом редакционного совета радиостанции стал Виктор Иваницкий. Помимо него в редакционный совет входят Ярослав Кривошея, исполнительный директор Владимир Лучишин и программный директор Руслан Огнистий. Единственным владельцем «Львовской волны» стало ООО «Киевская инвестиционная компания».

## Формат
Радиостанция «Львовская волна» работает в формате AC (Adult Contemporary) & CHR (Contemporary Hit Radio). 80 % эфира радиостанции составляет музыка, 20 % — информационные программы. Целевой аудиторией радиостанции являются люди в возрасте 20-50 лет.

## Рейтинги
По данным исследования «Радиокомитета» с 31 марта по 13 июля 2014 года, «Львовская волна» заняла 2 место среди радиостанций города Львов, её рейтинг составил 1,73 %.

## Скандалы

### Увольнение журналистов
26 сентября 2013 года с ТРК «Львовская волна» уволились пять журналистов (экс-руководитель службы информации радио «Львовская Волна» Ирина Мартынюк, журналисты Виктория Приход, Святослав Драбчук, Дмитрий Кумар, и уволенная за день до этого без объяснения причин репортёр и выпускающий редактор информационной службы Ирина Сало), составлявшие отдел новостей. в составе пяти журналистов. Произошло это из-за конфликта с руководителем общественно-информационных программ Оксаной Колодрубець, представляющей интересы собственника в коллективе, и, по мнению журналистов, мешающей работе станции своим не профессионализмом. При этом она не имела четко прописанных должностных инструкций. Директор ТРК «Львовская волна» Виктор Иваницкий заявил о том, что между дирекцией и журналистами нет никакого конфликта, а решение об увольнении связано с амбициями сотрудников отдела новостей. 28 сентября около тридцати работников радиостанции потребовали отставки Оксаны Колодрубець и восстановления пятерых сотрудников службы новостей.
В итоге стороны пришли к компромиссу: Оксана Колодрубець подала заявление об увольнении по собственному желанию, а ушедшим журналистам, которых не восстановили на работе, предложили принять участие в конкурсе на свободные вакансии.
По результатам конкурса в ноябре 2013 года на замещение вакантных должностей, участвовавших в нём журналистов Дмитрия Кумара и Викторию Приход по результатам собеседований так и не восстановили на работе. При этом сам конкурсный набор новой службы новостей «Львовской волны» был признан недействительным, так как её владельцы не полностью учли решения экспертов.

## Программы
| - «Автохвиля» — по будням в 7:45, 11:45, 13:45, 15:45, 18:45. - «Базікало» — по будням с 7:13 до 7:15 и с 8:45 до 8:47. - «Веселий Тостер» — по будням с 20:00 до 21:00. - «Вітамін» — по понедельникам с 17:00 до 18:00. - «Вітай Крапка Цьом» — по будням с 12:00 до 13:00. - «Все Й Одразу» — по будням с 7:00 до 11:00. - «Є нагода!» — по субботам и воскресеньям с 12:00 до 14:00 и с 18:00 до 19:00. - «Два по 60» — по выходным с 9:00 до 11:00. - «Двоє З Перцем» — по будням с 13:00 до 16:00. - «Демо Версія» — по вторникам с 23:00 до 23:25. - «Друга Кава» — по будням с 11:00 до 12:00. - «Духовна Мандрівка» — по воскресеньям с 08:00 до 09:00. - «Момент Істини» — по средам с 17:00 до 18:00. - «Музика з шухлядок і не тільки» — по воскресеньям с 14:00 до 17:00. - «Музика Нон-Стоп» — по будням с 17:00 до 18:00. - «На Канапі» — по будням с 18:00 до 20:00. | - «На мітлі!» — по субботам с 14:00 до 17:00. - «Оксамитова ніч» — по будням и субботам с 23:25 до 06:00, по воскресеньям с 23:25 до 08:00 - «Рок Чарт» — по субботам с 21:00 до 22:00. - «Спорт сервіс» — по будням в 10:45, 14:45, 19:45. - «Своя сорочка» — по будням в 7:30. - «Уся влада слухачам» — по будням с 22:00 до 23:00. - «Українська Формула» — по субботам с 11:00 до 12:00, по воскресеньям с 20:00 до 21:00. - «ФДР Вісті» — по воскресеньям с 19:00 до 19:25, по средам — с 23:00 до 23:25. - «Хороші аналізи» — по субботам с 19:00 до 20:00. - «Хронограф» — ежедневно с 8:30 до 8:35. - «Хронологія успіху» — по пятница с 21:00 до 22:00. - «Чотири крапки» — по четвергам с 16:00 до 17:00. - «Щастя в долонях» — по будням в 9:30 и 10:30. - «Dance Planet» — по пятницам с 23:00 до 23:25 , в субботу с 21:00 до 21:25. - «Jazz Pro» — по четвергам с 21:00 до 22:00. - «World Chart Show (Світовий Радіочарт)» — по воскресеньям с 11:00 до 12:00. |

## Коллектив
Коллектив радиостанции насчитывает 40 человек.

| - Андрій Антонюк — ведущий программ «Спорт сервіс», «На Канапі», «Веселий Тостер», «Хронологія Успіху». - Андрій Великий — ведущий программ «Все й одразу», «Наживо». - Віктор Корбут — ведущий программы «Автохвиля». - Влодко Лучишин — ведущий программ «Все й одразу», «Момент істини», «Вітамін», «Хороші аналізи». - Галина Лірник — ведущая программ «Друга Кава» и «Вітай Крапка Цьом». - Доцько — ведущий программы «Двоє З Перцем». - Ігор Лильо — ведущий программы «Хронограф». | - Ігор Мосесов — ведущий программ «Jazz Pro» и «Музика з шухлядок і не тільки». - Назарій Пархомик — ведущий программы «Автохвиля». - Маріанна Фіртка — ведущая программ «Базікало», «На мітлі!», «Чотири крапки». - Тарас Гаврик — ведущий программ «Є нагода!», «Два по 60». - Шльомко — ведущий программы «Двоє З Перцем». - Юрко Добрий — ведущий программы «Українська Формула». |

## Города вещания
Вещание радиостанции ведётся с помощью антенны и двух передатчиков (на частотах 100,8 МГц и 66,26 МГц) мощностью по 1 кВт. каждый, обеспечивающих прием стереосигнала в пределах Львова и области. Также станция вещает в городе Чертков (Тернопольская область) на частоте 105,9 МГц (мощность передатчика — 0,25 кВт).
| Город   | Частота               |
| Львов   | 100,8 МГц / 66,26 МГц |
| Чертков | 105,9 МГц             |